# 史建军
史建军 (1963年8月11日—)是一位美国华人工业工程师，美国佐治亚理工学院工业与系统工程学院讲座教授，美国工程院院士。

## 生平
1963年出生于河北石家庄，1980年毕业于石家庄市第一中学，1984年和1987年分别获得北京工业学院(现北京理工大学)学士学位和硕士学位，1992年获得密歇根大学博士学位，师从吴贤铭。之后留校任教，2008年加入佐治亚理工学院担任教授。

## 荣誉
2018年被选为美国国家工程院院士。
2019年获得美国质量学会Brumbaugh奖。
2021年获得美国质量学会Walter Shewhart奖。